# رحلة العجائب
رحلة العجائب (بالياباني : タイムボカン) هو مسلسل أنمي ياباني أول عرض له كان على قناة اليابان تلفزيون فوجي في 4 أكتوبر 1975
و لغاية 25 ديسمبر 1976 كل سبت في الساعة 6:30م بحدود 61 حلقة ومدة كل حلقة 30 دقيقة من إنتاج شركة تاتسونكو برودكشن
و من هنا توالت إنتاج أجزاء فرعية لمسلسل «رحلة العجائب».

## وصلات خارجية
- رحلة العجائب على موقع IMDb (الإنجليزية)
- رحلة العجائب على موقع كينوبويسك (الروسية)
- رحلة العجائب على موقع قاعدة بيانات الفيلم (الإنجليزية)
- رحلة العجائب على موقع ANN anime (الإنجليزية)